# Nordmøre

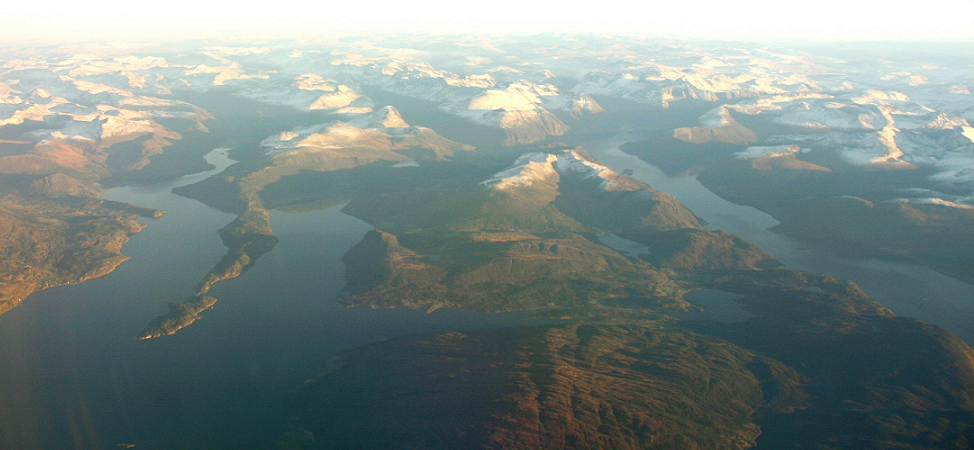
Uitzicht op Nordmøre.

Nordmøre is een district in het noordwesten van Noorwegen. Het was ook een historisch klein koninkrijk, graafschap, syssel, leenstelsel en balije. Inmiddels heeft Nordmøre geen administratieve grens meer. Een afbakening zal er vandaag de dag dus van afhangen of men geschiedenis, cultuur, dialect, natuurlijke geografie of politiek als basis neemt.
Het gebied omvat de gemeenten Kristiansund, Averøy, Tingvoll, Surnadal, Aure, Halsa, Eide, Sunndal, Gjemnes en Smøla. Eind 2018 telden de gemeenten gezamenlijk 61.565 inwoners. Met zijn 24.013 inwoners (2022) is Kristiansund de enige stedelijke gemeente in Nordmøre.
Kristiansund, Averøy en Smøla zijn gelegen op eilanden, de overige gemeenten bevinden zich op het vaste land.
In 2019 voegde Rindal zich bij Trøndelag en Hemne ging op in de gemeente Heim.